# コージェネレーション・エネルギー高度利用センター
コージェネレーション・エネルギー高度利用センター（英：Advanced Cogeneration and Energy Utilization Center Japan）は、燃料電池を含むコージェネレーションシステムやエネルギー高度利用の普及促進活動を行い、2012年度（表彰は2013年2月）より表彰制度「コージェネ大賞」を実施している一般財団法人。2012年12月時点の会員数は135社。

## 沿革
1984年 5月
「日本熱電供給技術懇談会（第１回）」開催。
1985年 4月
「日本コージェネレーション研究会」設立。
1997年 10月
「日本コージェネレーションセンター」に改称。
2009年 4月
「財団法人天然ガス導入促進センター」と合併。
2011年 9月
「一般財団法人コージェネレーション・エネルギー高度利用センター」に改称。